# Salisbury (New Brunswick)
Salisbury ist ein Dorf (Village) im Westmorland County in der kanadischen Provinz New Brunswick mit 2284 Einwohnern (Stand: 2016). 2011 betrug die Einwohnerzahl 2145.

## Geografie
Moncton befindet sich in einer Entfernung von 25 Kilometern im Osten. Petitcodiac ist rund zwölf Kilometer in südwestlicher Richtung entfernt. Der Petitcodiac River tangiert Salisbury im Süden. Die Verbindungsstraßen New Brunswick Route 2, New Brunswick Route 106 und New Brunswick Route 112 verlaufen durch den Ort.

## Geschichte
Die ersten europäischen Siedler kamen im Jahr 1774 aus Yorkshire und wählten den Ort wegen seines fruchtbaren Bodens am Petitcodiac River sowie des Waldreichtums der Umgebung. Land- und Holzwirtschaft waren demzufolge für viele Jahre auch die Lebensgrundlage der Einwohner. Nach 1900 war Salisbury für einige Jahre ein Zentrum für die Zucht von Silberfüchsen sowie für die Verarbeitung von Silberfuchsfellen. Die Pelze dieser Farbvariante des Rotfuchses waren zu dieser Zeit weltweit außerordentlich gefragt. Bis heute hat sich der Spitzname Home of the Silver Fox (Heimat des Silberfuchses) für den Ort erhalten. An einer Straßenkreuzung ist auch ein großes Standbild eines Silberfuchses aufgestellt. 1966 erhielt der Ort den Status Village.

## Söhne und Töchter der Stadt
- Jamie Colpitts (1931/32–2023), Jazzmusiker